# Charles Brenton Huggins
Charles Brenton Huggins (22. rujna, 1901. – 12. siječnja , 1997.) bio je američki liječnik rođen u Kanadi koji je 1966.g. dobio Nobelovu nagradu za fiziologiju ili medicinu za otkriće kako bi se hormoni mogli koristiti za zaustavljanje širenja pojedinih vrsta tumora.

## Vanjske poveznice
- (engl.) Nobelova nagrada - životopis